# Operazione Masher
L'operazione Masher fu la prima grande operazione di "Individuazione e distruzione" (Search and Destroy) sferrata dalle forze da combattimento dell'Esercito americano nel 1966, durante la Guerra del Vietnam; l'obiettivo dell'operazione, ridenominata più tardi, su richiesta dello stesso presidente Johnson, operazione White Wing, per evitare il termine Masher (schiacciapatate) considerato troppo brutale, e condotta in collaborazione con alcuni reparti sudvietnamiti e sudcoreani, consisteva nel rastrellamento della valle di An Lao, nella provincia di Binh Dinh (nella regione costiera centrale del Vietnam del Sud), e nella distruzione dei consistenti reparti vietcong e nordvietnamiti presenti nell'area (tra cui la 3ª Divisione Nord-Vietnamita).
I reparti impegnati appartenevano principalmente alla 1ª Divisione di cavalleria aerea (già veterana della battaglia di Ia Drang del novembre 1965), e ad alcuni battaglioni di Marines provenienti dalla I Regione militare più a nord; dopo 42 giorni di duri combattimenti, gli americani, grazie alla loro superiore potenza di fuoco ed al massiccio impiego della mobilità aerea fornita dagli elicotteri, ottennero rilevanti successi sul campo (a costo di serie perdite), che peraltro si rivelarono di breve durata a causa dell'incapacità delle forze sudvietnamite di presidiare saldamente la regione, e alle notevoli capacità di ripresa del nemico.

## Storia

### Piani offensivi
Agli inizi del 1966, il generale Westmoreland, comandante del MACV e quindi responsabile supremo delle forze americane impegnate in Vietnam, pienamente rassicurato dagli apparenti successi ottenuti nella battaglia di Ia Drang del novembre 1965, e quindi fiducioso della capacità delle sue forze combattenti e delle sue tattiche, basate principalmente sulla potenza di fuoco e sulla mobilità aerea fornita dagli elicotteri, aveva deciso di proseguire energicamente con il suo piano di guerra basato su massicce operazioni combinate di "individuazione e distruzione" delle principali forze nemiche.
A questo scopo le sue crescenti forze erano state raggruppate organicamente in un quartier generale provvisorio, la Field Force, Vietnam (inizialmente denominata Task Force Alpha) al comando del tenente generale Stanley R. Larsen, responsabile delle operazioni nella II e nella III Regione militare del Vietnam del Sud, e in un comando autonomo dei Marines, nella I Regione militare a nord (III Marine Amphibious Force, al comando del tenente generale Lewis Walt).

### Nella Valle di An Lao

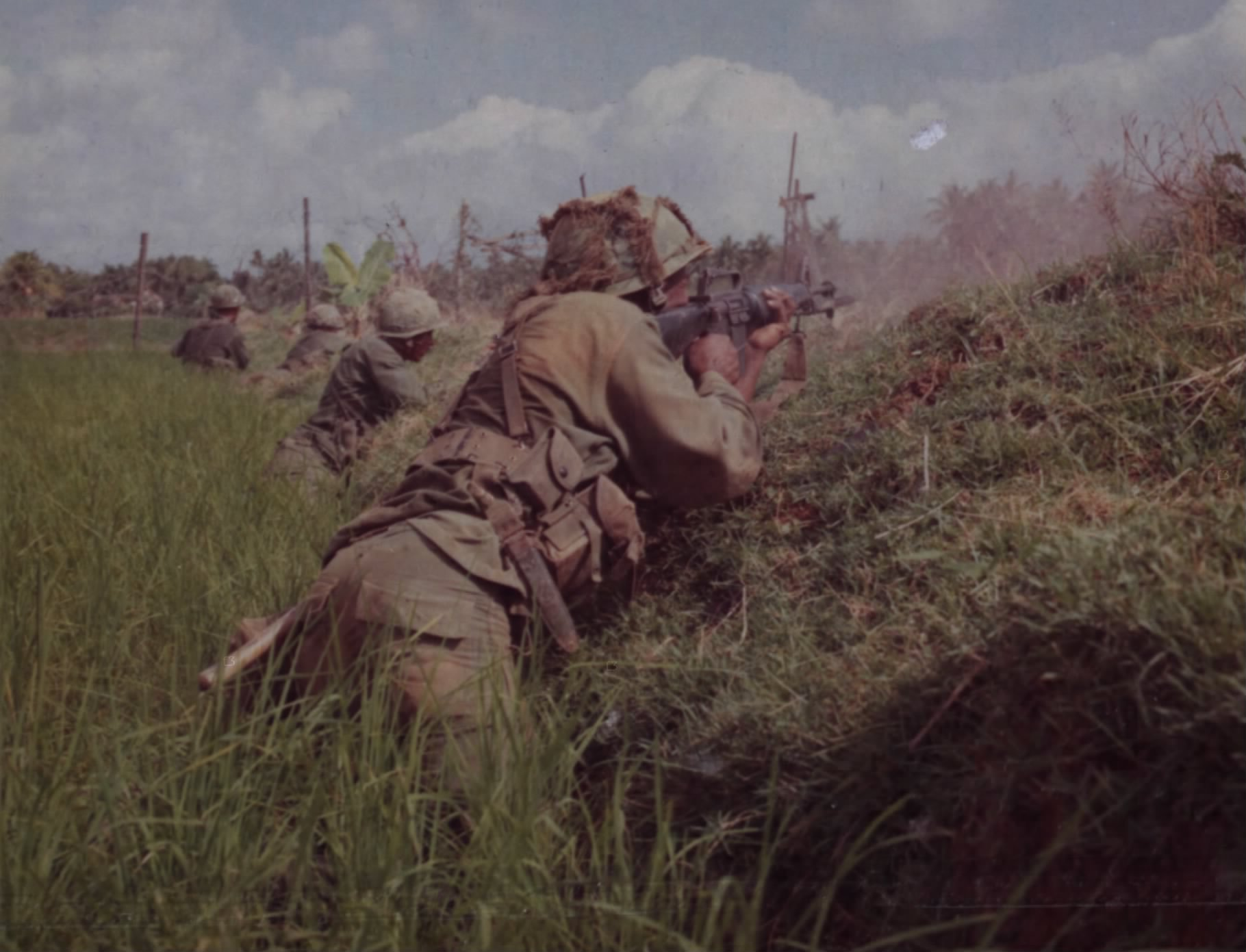
Truppa americana durante l'operazione

Uno dei principali obiettivi delle nuove operazioni offensive progettate da Westmoreland e dai suoi collaboratori era la provincia di Binh Dinh, nella regione costiera centrale del Sud Vietnam, ed in particolare la fertile e popolosa Valle di An Lao, dove le informazioni individuavano la presenza di numerosi battaglioni vietcong ed anche di reparti della esperta 3ª Divisione nordvietnamita. 
Un primo tentativo di penetrare nella provincia di Binh Dinh e agganciarvi le elusive forze nemiche venne compiuto ai primi di gennaio 1966 da reparti di Marines provenienti da nord, durante l'operazione Double Eagle: fu un sostanziale fallimento tattico, il nemico non venne impegnato, ci furono pochi scontri a fuoco e il bilancio finale fu deludente.
Un nuovo e più massiccio tentativo sarebbe quindi stato fatto dalla Field Force, Vietnam e, in particolare, dai reparti più esperti e più mobili dell'Esercito americano, potenzialmente in grado di mantenere il contatto con il nemico e infliggergli perdite massicce. Era previsto l'intervento della 1ª Divisione di Cavalleria aerea (veterana di Ia Drang), fornita di un gran numero di elicotteri e in grado di impiegare con efficacia le tattiche di mobilità aerea; in suo supporto avrebbero partecipato alle operazioni anche reparti sud vietnamiti e alcune formazioni delle agguerrite truppe sudcoreane impiegate nel settore (elementi della combattiva Divisione "Tigre").
La nuova operazione, denominata Masher, ebbe inizio, sotto il controllo del generale Larsen e del generale H. Kinnard, comandante della 1ª Divisione di Cavalleria, il 28 gennaio 1966. Funestata alla vigilia da un grave incidente di un aereo C-123 Provider che causò la morte di 46 militari americani, l'operazione provocò subito scontri durissimi nella regione della piana di Bong Song; fu la battaglia di Cu Nghi, combattuta tra il 28 e il 31 gennaio, in cui reparti del 7º e del 12º Cavalleria della 3ª Brigata di Cavalleria aerea del colonnello Harold Moore vennero severamente impegnati dai ripetuti attacchi nordvietnamiti contro la cosiddetta Landing Zone 4 (la zona di atterraggio degli elicotteri della brigata). Dopo combattimenti accaniti, gli americani riuscirono a respingere gli attacchi delle forze nemiche che finirono per ritirarsi. Le perdite americane furono tuttavia pesanti, una compagnia del II battaglione del 7º Cavalleria rischiò di essere travolta e in totale le forze statunitensi ebbero oltre 140 morti e 10 elicotteri distrutti.
Dopo questo primo grosso scontro l'operazione Masher proseguì, con il concorso anche della 2ª Brigata di Cavalleria aerea, per altre sei settimane provocando nuovi combattimenti, e conseguendo significativi successi sulle forze nemiche che subirono perdite; il territorio della Valle di An Lao venne sistematicamente rastrellato, con il supporto anche di reparti sudvietnamiti e sudcoreani, e vennero recuperati discrete quantità di armamenti nemici.
La fase finale dell'operazione, denominata ora White Wing per andare incontro alle esigenze propagandistiche del presidente Johnson, che non voleva eccessivamente enfatizzare la brutalità e la violenza delle forze americane, vide il concorso, accanto ai reparti della Cavalleria aerea, di alcune formazioni di Marines, che discesero da nord per congiungersi con le altre forze americane e completare la campagna entro il 6 marzo 1966 con un successo apparentemente notevole e forse definitivo a livello locale.
Al costo di quasi 300 soldati morti, gli americani avevano finalmente agganciato e distrutto numerosi reparti nemici e inflitto (almeno secondo la lugubre "conta dei morti" effettuata dalle forze statunitensi sul campo di battaglia secondo il metodo adottato in Vietnam per quantizzare i risultati raggiunti) quasi 2400 perdite al nemico e catturato circa 700 combattenti comunisti.

### Risultati
In realtà, come si sarebbe verificato quasi sempre durante la guerra del Vietnam, anche la Masher/White Wing aveva ottenuto solo successi tattici locali di breve durata e assolutamente transitori e non decisivi; le forze vietcong e nordvietnamite, superate le difficoltà del momento, e pienamente combattive, avrebbero rapidamente ripreso la loro attività e riconquistato le posizioni perdute ristabilendo salde strutture nella provincia di Binh Dinh. L'Esercito sudvietnamite avrebbe fallito la sua missione di consolidare e stabilizzare i risultati ottenuti a caro prezzo dai reparti combattenti americani, e i piani di pacificazione si sarebbero dimostrati inefficienti o inapplicabili.
Già agli inizi dell'anno 1967, la 1ª Divisione di Cavalleria aerea sarebbe dovuta ritornare nella provincia di Binh Dinh per intraprendere una nuova operazione ancora più grande e ambiziosa: la operazione Pershing, che si sarebbe trascinata per mesi tra scontri e rastrellamenti senza ottenere neppure questa volta risultati definitivi. Al momento della sua fine (addirittura nel gennaio 1968), anche l'operazione Pershing avrebbe mancato il risultato finale e la provincia (già roccaforte comunista al tempo della guerra d'Indocina contro la Francia) sarebbe rimasta profondamente infiltrata dalle forze nemiche vietcong e nordvietnamite che, pur avendo subito quasi 11 000 perdite durante le massicce operazioni americane del 1966-68, avrebbero continuato a mantenere il controllo reale dalla importante regione.